# پیت اگیولار
پیتر ری اگیولار (متولد ۱۹ ژوئن ۱۹۷۹) سیاستمدار و نماینده مجلس نمایندگان ایالات متحده آمریکا می‌باشد. وی پیش از ورود به مجلس، شهردار شهر ردلندز ایالت کالیفرنیا بوده‌است.